# (1984) Fedynskij
(1984) Fedynskij (aussi nommé 1926 TN) est un astéroïde de la ceinture principale, découvert le 10 octobre 1926 par Sergueï Beljawsky à l'observatoire de Simeiz en Ukraine. 
Il a été nommé en hommage à Wsewolod Wladimirowitsch Fedynski, géographe russe.